# محور ديروط
جسر ديروط الواقع على نهر النيل هو جسر في مدينة ديروط، أسيوط ويربط غرب النيل بشرق النيل.

## المواصفات
يمتد المحور من طريق الحوطا شرقاً حتى تقاطع الطريق الزراعي الغربي غرباً و يشمل المشروع  13 عمل صناعي (10 كباري – 2 نفق- 1 بربخ) منها عدد(2) كوبري رئيسي وهي (كوبرى أعلى نهر النيل - كوبرى أعلى ترعة الابراهيمية وسكة حديد القاهرة / أسوان والطريق الزراعي الغربي) لحل التقاطعات مع الطرق الفرعية ومخرات السيول وحيث يبلغ إجمالي طول المحور بمراحله  42 كم.

## أهداف إنشاءه
محور ديروط الحر يعد من أهم المحاور الاقتصادية لمحافظة أسيوط وبلغت تكلفة إجمالية تصل إلى 1.7مليار جنيه و يربط المحور الطريق الصحراوي الشرقي بطريق أسيوط القاهرة الزراعي والطريق الصحراوي الغربي مرورًا بالسكة الحديد ونهر النيل والذي يعد نقلة نوعية كبيرة في حركة النقل والمواصلات ويساهم في الربط بين التجمعات العمرانية والصناعية.